# ستيفانو توراتي
ستيفانو توراتي (من مواليد 5 سبتمبر 2001) هو لاعب كرة قدم إيطالي محترف يلعب كحارس مرمى لناديساسولو.

## مسيرته الكروية
بدأ مسيرته الكروية في إنتر ميلان، وانتقل بعدها إلى ريناتي في الدوري الايطالي الدرجة الثالثة في عام 2017 حيث لعب في فريق الشباب وكحارس مرمى ثالث في الفريق الأول. دون أن يظهر مع النادي، انتقل توراتي إلى فريق ساسولو في دوري الدرجة الأولى الإيطالي في العام التالي، حيث لعب دور حارس المرمى الرئيسي في فريق الشباب. في 1 ديسمبر 2019 ، عندما كان يبلغ من العمر 18 عامًا ، ظهر توراتي احترافيًا لأول مرة ضد يوفنتوس في الدوري ، بالتعادل 2-2 خارج أرضه.

## الإحصائيات
| النادي   | الموسم   | الدوري   | الدوري | الدوري  | كأس الدوري | كأس الدوري | الكأس المحلي | الكأس المحلي | أخرى   | أخرى    | مجموع   | مجموع   |
| النادي   | الموسم   | الدرجة   | الظهور | الأهداف | الظهور     | الأهداف    | الظهور       | الأهداف      | الظهور | الأهداف | تطبيقات | الأهداف |
| -------- | -------- | -------- | ------ | ------- | ---------- | ---------- | ------------ | ------------ | ------ | ------- | ------- | ------- |
| ريناتي   | 2017-18  | سيري سي  | 0      | 0       | 0          | 0          | 0            | 0            | -      | -       | 0       | 0       |
| ساسولو   | 2019-20  | سيري أ   | 2      | 0       | 0          | 0          | 0            | 0            | -      | -       | 2       | 0       |
| الإجمالي | الإجمالي | الإجمالي | 2      | 0       | 0          | 0          | 0            | 0            | 0      | 0       | 2       | 0       |